# Zwitserland op het Europees kampioenschap voetbal 2008
Zwitserland is een van de deelnemende landen op het Europees kampioenschap voetbal 2008 in Zwitserland en Oostenrijk. Het is de derde deelname voor het land op een EK. Ook in 1996 en in 2004 deed Zwitserland mee, maar werd het beide keren met 1 punt laatste in de groep.

## Kwalificatie
Als organiserend land speelde Zwitserland geen kwalificatiewedstrijden, aangezien het organiserende land altijd tot het hoofdtoernooi wordt toegelaten. Ter voorbereiding op het toernooi in eigen land speelde de ploeg in totaal negentien oefeninterlands.

### Oefeninterlands
|                                               |               |                                                            |             |                                                                                     |
| 16 augustus 2006 «onderlinge duels» 20:15 uur | Liechtenstein | 0 – 3                                                      | Zwitserland | Rheinpark Stadion, Vaduz Toeschouwers: 4.837 Scheidsrechter: Bernhard Brugger (AUT) |
| 16 augustus 2006 «onderlinge duels» 20:15 uur |               | 11' Alexander Frei 51' Alexander Frei 65' Xavier Margairaz |             | Rheinpark Stadion, Vaduz Toeschouwers: 4.837 Scheidsrechter: Bernhard Brugger (AUT) |

|                                               |                    |       |           |                                                                              |
| 2 september 2006 «onderlinge duels» 17:15 uur | Zwitserland        | 1 – 0 | Venezuela | St. Jakob Park, Bazel Toeschouwers: 12.500 Scheidsrechter: Alain Hamer (LUX) |
| 2 september 2006 «onderlinge duels» 17:15 uur | Alexander Frei 86' |       |           | St. Jakob Park, Bazel Toeschouwers: 12.500 Scheidsrechter: Alain Hamer (LUX) |

|                                               |                                       |       |            |                                                                                    |
| 6 september 2006 «onderlinge duels» 20:15 uur | Zwitserland                           | 2 – 0 | Costa Rica | Stade de Genève, Genève Toeschouwers: 12.000 Scheidsrechter: Dick van Egmond (NED) |
| 6 september 2006 «onderlinge duels» 20:15 uur | Marco Streller 12' Alexander Frei 39' |       |            | Stade de Genève, Genève Toeschouwers: 12.000 Scheidsrechter: Dick van Egmond (NED) |

|                                              |                                         |       |                    |                                                                                   |
| 11 oktober 2006 «onderlinge duels» 20:30 uur | Oostenrijk                              | 2 – 1 | Zwitserland        | Tivoli Neu, Innsbruck Toeschouwers: 11.000 Scheidsrechter: Michael Svendsen (DEN) |
| 11 oktober 2006 «onderlinge duels» 20:30 uur | Roland Linz 24' (pen.) Sanel Kuljic 36' |       | 70' Marco Streller | Tivoli Neu, Innsbruck Toeschouwers: 11.000 Scheidsrechter: Michael Svendsen (DEN) |

|                                               |                   |       |                     |                                                                              |
| 15 november 2006 «onderlinge duels» 20:30 uur | Zwitserland       | 1 – 2 | Brazilië            | St. Jakob Park, Bazel Toeschouwers: 39.000 Scheidsrechter: Markus Merk (GER) |
| 15 november 2006 «onderlinge duels» 20:30 uur | Maicon 71' (e.d.) |       | 23' Luisão 35' Kaká | St. Jakob Park, Bazel Toeschouwers: 39.000 Scheidsrechter: Markus Merk (GER) |

|                                              |                                                     |       |                    |                                                                              |
| 7 februari 2007 «onderlinge duels» 20:00 uur | Duitsland                                           | 3 – 1 | Zwitserland        | LTU Arena, Düsseldorf Toeschouwers: 51.333 Scheidsrechter: Ruud Bossen (NED) |
| 7 februari 2007 «onderlinge duels» 20:00 uur | Kevin Kurányi 8' Mario Gómez 30' Torsten Frings 66' |       | 71' Marco Streller | LTU Arena, Düsseldorf Toeschouwers: 51.333 Scheidsrechter: Ruud Bossen (NED) |

|                                            |         |                                    |             |                                                                                       |
| 22 maart 2007 «onderlinge duels» 19:30 uur | Jamaica | 0 – 2                              | Zwitserland | Lockhart Stadium, Fort Lauderdale Toeschouwers: 6.000 Scheidsrechter: Alex Prus (USA) |
| 22 maart 2007 «onderlinge duels» 19:30 uur |         | 7' Marco Streller 12' Gökhan Inler |             | Lockhart Stadium, Fort Lauderdale Toeschouwers: 6.000 Scheidsrechter: Alex Prus (USA) |

|                                            |                                                     |       |                    |                                                                            |
| 25 maart 2007 «onderlinge duels» 19:30 uur | Colombia                                            | 3 – 1 | Zwitserland        | Orange Bowl, Miami Toeschouwers: 16.000 Scheidsrechter: Terry Vaughn (USA) |
| 25 maart 2007 «onderlinge duels» 19:30 uur | Edixon Perea 5' Jhon Viáfara 57' Andrés Chitiva 85' |       | 39' Alexander Frei | Orange Bowl, Miami Toeschouwers: 16.000 Scheidsrechter: Terry Vaughn (USA) |

|                                          |                    |       |                  |                                                                                   |
| 2 juni 2007 «onderlinge duels» 20:30 uur | Zwitserland        | 1 – 1 | Argentinië       | St. Jakob Park, Bazel Toeschouwers: 29.000 Scheidsrechter: Domenico Messina (ITA) |
| 2 juni 2007 «onderlinge duels» 20:30 uur | Marco Streller 64' |       | 49' Carlos Tévez | St. Jakob Park, Bazel Toeschouwers: 29.000 Scheidsrechter: Domenico Messina (ITA) |

|                                               |                                                       |       |                |                                                                                    |
| 22 augustus 2007 «onderlinge duels» 20:30 uur | Zwitserland                                           | 2 – 1 | Nederland      | Stade de Genève, Genève Toeschouwers: 24.000 Scheidsrechter: Laurent Duhamel (FRA) |
| 22 augustus 2007 «onderlinge duels» 20:30 uur | Tranquillo Barnetta 9' (pen.) Tranquillo Barnetta 51' |       | 52' Dirk Kuijt | Stade de Genève, Genève Toeschouwers: 24.000 Scheidsrechter: Laurent Duhamel (FRA) |

|                                               |                    |       |                                            |                                                                                      |
| 7 september 2007 «onderlinge duels» 18:00 uur | Chili              | 1 – 2 | Zwitserland                                | Ernst Happel Stadion, Wenen Toeschouwers: 2.500 Scheidsrechter: Fritz Stuchlik (AUT) |
| 7 september 2007 «onderlinge duels» 18:00 uur | Alexis Sánchez 44' |       | 13' Tranquillo Barnetta 55' Marco Streller | Ernst Happel Stadion, Wenen Toeschouwers: 2.500 Scheidsrechter: Fritz Stuchlik (AUT) |

|                                                |                                                                                             |       |                                                              |                                                                                          |
| 11 september 2007 «onderlinge duels» 20:15 uur | Japan                                                                                       | 4 – 3 | Zwitserland                                                  | Wörthersee Stadion, Klagenfurt Toeschouwers: 19.500 Scheidsrechter: Stefan Messner (AUT) |
| 11 september 2007 «onderlinge duels» 20:15 uur | Shunsuke Nakamura 53' (pen.) Seiichiro Maki 68' Shunsuke Nakamura 78' (pen.) Kisho Yano 90' |       | 11' Ludovic Magnin 13' (pen.) Blaise Nkufo 81' Johan Djourou | Wörthersee Stadion, Klagenfurt Toeschouwers: 19.500 Scheidsrechter: Stefan Messner (AUT) |

|                                              |                                       |       |                    |                                                                                   |
| 13 oktober 2007 «onderlinge duels» 20:30 uur | Zwitserland                           | 3 – 1 | Oostenrijk         | Letzigrund Stadion, Zürich Toeschouwers: 22.500 Scheidsrechter: Alain Hamer (LUX) |
| 13 oktober 2007 «onderlinge duels» 20:30 uur | Marco Streller 2' 55' Hakan Yakin 36' |       | 11' René Aufhauser | Letzigrund Stadion, Zürich Toeschouwers: 22.500 Scheidsrechter: Alain Hamer (LUX) |

|                                              |             |                     |                  |                                                                                     |
| 17 oktober 2007 «onderlinge duels» 20:30 uur | Zwitserland | 0 – 1               | Verenigde Staten | St. Jakob Park, Bazel Toeschouwers: 16.500 Scheidsrechter: Frank De Bleeckere (BEL) |
| 17 oktober 2007 «onderlinge duels» 20:30 uur |             | 86' Michael Bradley |                  | St. Jakob Park, Bazel Toeschouwers: 16.500 Scheidsrechter: Frank De Bleeckere (BEL) |

|                                               |             |                |         |                                                                                  |
| 20 november 2007 «onderlinge duels» 20:45 uur | Zwitserland | 0 – 1          | Nigeria | Letzigrund Stadion, Zürich Toeschouwers: 12.700 Scheidsrechter: Ivan Bebek (CRO) |
| 20 november 2007 «onderlinge duels» 20:45 uur |             | 79' Taye Taiwo |         | Letzigrund Stadion, Zürich Toeschouwers: 12.700 Scheidsrechter: Ivan Bebek (CRO) |

|                                              |                                              |       |                   |                                                                                |
| 6 februari 2008 «onderlinge duels» 21:00 uur | Engeland                                     | 2 – 1 | Zwitserland       | Wembley Stadium, Londen Toeschouwers: 86.857 Scheidsrechter: Felix Brych (GER) |
| 6 februari 2008 «onderlinge duels» 21:00 uur | Jermaine Jenas 40' Shaun Wright-Phillips 62' |       | 58' Eren Derdiyok | Wembley Stadium, Londen Toeschouwers: 86.857 Scheidsrechter: Felix Brych (GER) |

|                                            |             |                                                                       |           |                                                                                 |
| 26 maart 2008 «onderlinge duels» 20:45 uur | Zwitserland | 0 – 4                                                                 | Duitsland | St. Jakob Park, Bazel Toeschouwers: 38.500 Scheidsrechter: Eric Braamhaar (NED) |
| 26 maart 2008 «onderlinge duels» 20:45 uur |             | 23' Miroslav Klose 61' Mario Gómez 67' Mario Gómez 89' Lukas Podolski |           | St. Jakob Park, Bazel Toeschouwers: 38.500 Scheidsrechter: Eric Braamhaar (NED) |

|                                          |                                      |       |           |                                                                                |
| 24 mei 2008 «onderlinge duels» 18:00 uur | Zwitserland                          | 2 – 0 | Slowakije | Stadio Cornaredo, Lugano Toeschouwers: 10.150 Scheidsrechter: Alan Kelly (IRL) |
| 24 mei 2008 «onderlinge duels» 18:00 uur | Valon Behrami 56' Alexander Frei 63' |       |           | Stadio Cornaredo, Lugano Toeschouwers: 10.150 Scheidsrechter: Alan Kelly (IRL) |

|                                          |                                                            |       |               |                                                                                  |
| 30 mei 2008 «onderlinge duels» 20:30 uur | Zwitserland                                                | 3 – 0 | Liechtenstein | AFG Arena, Sankt Gallen Toeschouwers: 18.000 Scheidsrechter: Olivier Thual (FRA) |
| 30 mei 2008 «onderlinge duels» 20:30 uur | Alexander Frei 31' Alexander Frei 31' Johan Vonlanthen 68' |       |               | AFG Arena, Sankt Gallen Toeschouwers: 18.000 Scheidsrechter: Olivier Thual (FRA) |

## Wedstrijden op het Europees kampioenschap
Zwitserland werd bij de loting op 2 december 2007 als groephoofd ingedeeld in groep A. In deze groep werden later Tsjechië, Portugal en Turkije toegevoegd.

### Groep A
| Team        | G | W | G | V | Voor | Tegen | Saldo | Punten |
| ----------- | - | - | - | - | ---- | ----- | ----- | ------ |
| Portugal    | 3 | 2 | 0 | 1 | 5    | 3     | +2    | 6      |
| Turkije     | 3 | 2 | 0 | 1 | 5    | 5     | -0    | 6      |
| Tsjechië    | 3 | 1 | 0 | 2 | 4    | 6     | -2    | 3      |
| Zwitserland | 3 | 1 | 0 | 2 | 3    | 3     | 0     | 3      |

|                                          |             |           |                    |                                                                                  |
| 7 juni 2008 «onderlinge duels» 18:00 uur | Zwitserland | 0 – 1     | Tsjechië           | St. Jakob Park, Bazel Toeschouwers: 39.730 Scheidsrechter: Roberto Rosetti (ITA) |
| 7 juni 2008 «onderlinge duels» 18:00 uur |             | (details) | 71' Václav Svěrkoš | St. Jakob Park, Bazel Toeschouwers: 39.730 Scheidsrechter: Roberto Rosetti (ITA) |

|                                           |                 |           |                                  |                                                                               |
| 11 juni 2008 «onderlinge duels» 20:45 uur | Zwitserland     | 1 – 2     | Turkije                          | St. Jakob-Park, Bazel Toeschouwers: 39.730 Scheidsrechter: Ľuboš Micheľ (SVK) |
| 11 juni 2008 «onderlinge duels» 20:45 uur | Hakan Yakın 32' | (details) | 57' Semih Şentürk 93' Arda Turan | St. Jakob-Park, Bazel Toeschouwers: 39.730 Scheidsrechter: Ľuboš Micheľ (SVK) |

|                                           |                                 |           |          |                                                                                |
| 15 juni 2008 «onderlinge duels» 20:45 uur | Zwitserland                     | 2 – 0     | Portugal | St. Jakob Park, Bazel Toeschouwers: 39.730 Scheidsrechter: Konrad Plautz (AUT) |
| 15 juni 2008 «onderlinge duels» 20:45 uur | Hakan Yakın 71' Hakan Yakın 83' | (details) |          | St. Jakob Park, Bazel Toeschouwers: 39.730 Scheidsrechter: Konrad Plautz (AUT) |

## Selectie en statistieken

### Definitieve selectie
Op 28 mei 2008 maakte bondscoach Jakob Kuhn de namen van de 23 spelers bekend die Zwitserland op het Europees kampioenschap in eigen land gaan vertegenwoordigen. De volgende 23 namen zijn geselecteerd voor het Europees kampioenschap:
| No. | Naam                 | Club                | Positie      | W |   |   | D | A |   |   |   |
| 1.  | Diego Benaglio       | Wolfsburg           | Doelman      | 2 | 0 | 0 | 0 | 0 | 0 | 0 | 0 |
| 2.  | Johan Djourou        | Arsenal FC          | Verdediger   | 0 | 0 | 0 | 0 | 0 | 0 | 0 | 0 |
| 3.  | Ludovic Magnin       | Stuttgart           | Verdediger   | 3 | 0 | 0 | 0 | 0 | 1 | 0 | 0 |
| 4.  | Philippe Senderos    | Arsenal FC          | Verdediger   | 3 | 0 | 0 | 0 | 0 | 0 | 0 | 0 |
| 5.  | Stephan Lichtsteiner | Lille               | Verdediger   | 3 | 0 | 2 | 0 | 0 | 0 | 0 | 0 |
| 6.  | Benjamin Huggel      | FC Basel            | Middenvelder | 0 | 0 | 0 | 0 | 0 | 0 | 0 | 0 |
| 7.  | Ricardo Cabanas      | Grasshoppers        | Middenvelder | 2 | 1 | 0 | 0 | 0 | 0 | 0 | 0 |
| 8.  | Gökhan Inler         | Udinese             | Middenvelder | 3 | 0 | 0 | 0 | 0 | 0 | 0 | 0 |
| 9.  | Alexander Frei       | Borussia Dortmund   | aanvaller    | 1 | 0 | 1 | 0 | 0 | 0 | 0 | 0 |
| 10. | Hakan Yakın          | BSC Young Boys      | Middenvelder | 3 | 1 | 2 | 3 | 0 | 1 | 0 | 0 |
| 11. | Marco Streller       | FC Basel            | aanvaller    | 1 | 1 | 0 | 0 | 0 | 0 | 0 | 0 |
| 12. | Eren Derdiyok        | FC Basel            | aanvaller    | 3 | 0 | 0 | 0 | 0 | 1 | 0 | 0 |
| 13. | Stéphane Grichting   | AJ Auxerre          | Verdediger   | 1 | 1 | 0 | 0 | 0 | 0 | 0 | 0 |
| 14. | Daniel Gygax         | FC Metz             | Middenvelder | 1 | 1 | 0 | 0 | 0 | 0 | 0 | 0 |
| 15. | Gelson Fernandes     | Manchester City     | Middenvelder | 3 | 0 | 1 | 0 | 0 | 1 | 0 | 0 |
| 16. | Tranquillo Barnetta  | Bayer Leverkusen    | Middenvelder | 3 | 1 | 1 | 0 | 0 | 2 | 0 | 0 |
| 17. | Christoph Spycher    | Eintracht Frankfurt | Verdediger   | 0 | 0 | 0 | 0 | 0 | 0 | 0 | 0 |
| 18. | Pascal Zuberbühler   | Neuchâtel Xamax     | Doelman      | 1 | 0 | 0 | 0 | 0 | 0 | 0 | 0 |
| 19. | Valon Behrami        | SS Lazio            | Middenvelder | 3 | 0 | 1 | 0 | 0 | 0 | 0 | 0 |
| 20. | Patrick Müller       | Olympique Lyon      | Verdediger   | 3 | 0 | 0 | 0 | 0 | 0 | 0 | 0 |
| 21. | Eldin Jakupović      | Grasshoppers        | Doelman      | 0 | 0 | 0 | 0 | 0 | 0 | 0 | 0 |
| 22. | Johan Vonlanthen     | Red Bull Salzburg   | aanvaller    | 3 | 2 | 1 | 0 | 0 | 2 | 0 | 0 |
| 23. | Philipp Degen        | Borussia Dortmund   | Verdediger   | 0 | 0 | 0 | 0 | 0 | 0 | 0 | 0 |

| W | Wedstrijden        |
|   | Invalbeurten       |
|   | Gewisseld          |
| D | Doelpunten         |
| A | Assists/Voorzetten |
|   | Gele kaarten       |
|   | 2 x geel = rood    |
|   | Rode kaarten       |

Groep A:  Zwitserland ·  Tsjechië ·  Portugal ·  Turkije
Groep B:  Oostenrijk ·  Kroatië ·  Duitsland ·  Polen
Groep C:  Roemenië ·  Frankrijk ·  Nederland ·  Italië
Groep D:  Spanje ·  Rusland ·  Griekenland ·  Zweden
SFV · A-internationals · Selecties · Bondscoaches · Zwitsers vrouwenelftal · Olympisch elftal · Zwitserland U21 · Zwitserland U19 · Zwitserland U18 · Zwitserland U17 · Zwitserland U16 · Vrouwen U17
1905 – 1919 · 
1920 – 1929 · 
1930 – 1939 · 
1940 – 1949 · 
1950 – 1959 · 
1960 – 1969 · 
1970 – 1979 · 
1980 – 1989 · 
1990 – 1999 · 
2000 – 2009 · 
2010 – 2019 · 
2020 – 2029
EK's: 1996 · 
2004 · 
2008 · 
2016 · 
2020 · 
2024
WK's: 1934 · 
1938 · 
1950 · 
1954 · 
1962 · 
1966 · 
1994 · 
2006 · 
2010 · 
2014 · 
2018 · 
2022
OS: 1924 · 
1928 · 
2012
1905 · 
1906 · 1907 · 
1908 · 
1909 · 
1910 · 
1911 · 
1912 · 
1913 · 
1914 · 
1915 · 
1916 · 
1917 · 
1918 · 
1919 · 
1920 · 
1921 · 
1922 · 
1923 · 
1924 · 
1925 · 
1926 · 
1927 · 
1928 · 
1929 · 
1930 · 
1931 · 
1932 · 
1933 · 
1934 · 
1935 · 
1936 · 
1937 · 
1938 · 
1939 · 
1940 · 
1941 · 
1942 · 
1943 · 
1944 · 
1945 · 
1946 · 
1947 · 
1948 · 
1949 · 
1950 · 
1952 ·
1952 · 
1953 · 
1954 · 
1955 · 
1956 · 
1957 · 
1958 · 
1959 · 
1960 · 
1961 · 
1962 · 
1963 · 
1964 · 
1965 · 
1966 · 
1967 · 
1968 · 
1969 · 
1970 · 
1971 · 
1972 · 
1973 · 
1974 · 
1975 · 
1976 · 
1977 ·
1978 · 
1979 · 
1980 · 
1981 · 
1982 · 
1983 · 
1984 · 
1985 · 
1986 · 
1987 · 
1988 · 
1989 · 
1990 ·
1991 · 
1992 · 
1993 · 
1994 ·
1995 · 
1996 · 
1997 · 
1998 · 
1999 · 
2000 · 
2001 · 
2002 · 
2003 · 
2004 · 
2005 · 
2006 · 
2007 · 
2008 · 
2009 · 
2010 · 
2011 · 
2012 · 
2013 ·
2014 ·
2015 ·
2016 ·
2017 ·
2018 ·
2019 ·
2020 ·
2021 ·
2022
Albanië ·
Algerije · 
Andorra · 
Argentinië ·
Australië ·
Azerbeidzjan ·
België ·
Bolivia ·
Bosnië en Herzegovina ·
Brazilië ·
Bulgarije ·
Canada ·
Chili ·
China ·
Colombia ·
Costa Rica ·
Cyprus ·
Denemarken ·
DDR ·
Duitsland ·
Ecuador ·
Egypte ·
Engeland · 
Estland ·
Faeröer ·
Finland ·
Frankrijk ·
Georgië ·
Ghana ·
Gibraltar ·
Griekenland ·
Honduras ·
Hongarije ·
Hongkong ·
Ierland ·
IJsland ·
Israël ·
Italië ·
Ivoorkust ·
Jamaica ·
Japan ·
Joegoslavië ·
Kameroen ·
Kenia ·
Kosovo ·
Kroatië ·
Letland ·
Liechtenstein ·
Litouwen ·
Luxemburg ·
Malta ·
Marokko ·
Mexico ·
Moldavië ·
Montenegro ·
Nederland ·
Nigeria ·
Noord-Ierland ·
Noorwegen ·
Oekraïne ·
Oman ·
Oostenrijk ·
Panama ·
Peru ·
Polen ·
Portugal ·
Qatar ·
Roemenië ·
Rusland ·
Saarland ·
San Marino ·
Schotland ·
Servië ·
Slovenië ·
Slowakije ·
Sovjet-Unie · 
Spanje ·
Togo ·
Tsjechië ·
Tsjecho-Slowakije ·
Tunesië ·
Turkije ·
Uruguay ·
Venezuela ·
VA Emiraten ·
Verenigde Staten ·
Wales ·
Wit-Rusland ·
Zimbabwe ·
Zuid-Korea ·
Zweden
Albanië (2016) ·
Argentinië (2014) ·
Brazilië (2018) ·
Chili (2010) ·
Costa Rica (2018) ·
Ecuador (2014) ·
Frankrijk (2006) ·
Frankrijk (2014) ·
Frankrijk (2016) ·
Frankrijk (2021) ·
Honduras (2010) · 
Honduras (2014) · 
Italië (2021) · 
Oekraïne (2006) ·
Portugal (2008)  · 
Portugal (2022) · 
Roemenië (2016) · 
Servië (2018) ·
Spanje (2010) ·
Spanje (2021) ·
Togo (2006) ·
Tsjechië (2008) ·
Turkije (2008) ·
Turkije (2021) ·
Wales (2021) ·
Zuid-Korea (2006) ·
Zweden (2018)